# Hospital Meixoeiro
El Hospital del Meixoeiro es un centro hospitalario público de la ciudad de Vigo. Está situado en el lugar del Meixoeiro, en terrenos de las parroquias de Lavadores (zona de urgencias) y Bembrive (zona hospitalaria), fue inaugurado el 30 de noviembre de 1989. Es un hospital general, es decir, que ofrece todas o casi todas las especialidades médicas y quirúrgicas, aunque también es centro de referencia en ciertas especialidades de oncología y cardiología y otras enfermedades tropicales como el ébola o el zika, en estos casos es el centro de referencia para toda Galicia. Forma parte del Complejo Hospitalario Universitario de Vigo y en el año 2015 fue galardonado con el premio Vigués Distinguido.

## Estructura

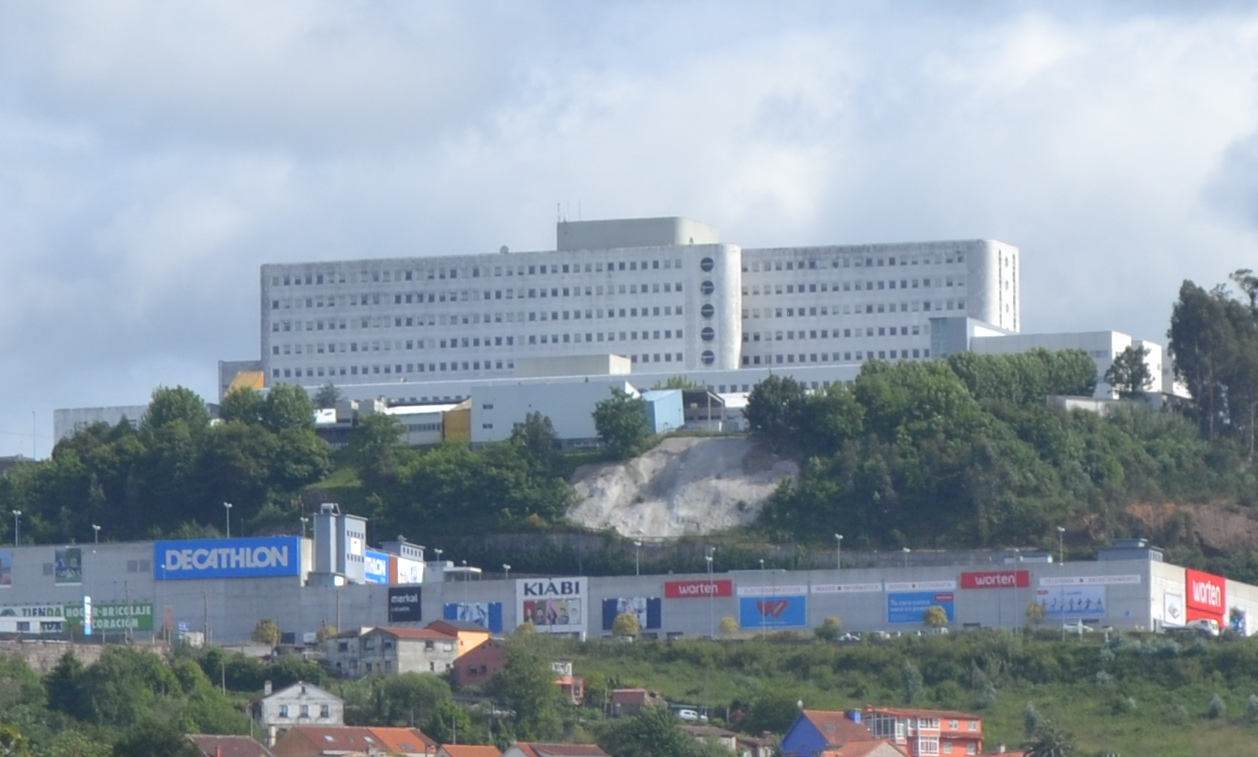
Hospital del Meixoeiro visto desde la calle Ramón Nieto y debajo de él se encuentra el Parque Comercial Meixueiro.

El conjunto fue diseñado por los arquitectos Aurelio Botella, Joaquín Vaamonde y Julián Arranz. El Hospital consta de cuatro edificios, tres anexos y dos naves.
El edificio principal tiene siete plantas además del bajo y dos sótanos donde se encuentran los servicios de hospitalización y servicios centrales, laboratorios y quirófanos de ciclo rápido. El segundo edificio aloja los servicios de urgencias, bloque quirúrgico, urgencias, anatomía patológica y cocina. El tercer edificio consta de dos plantas, un bajo y un sótano en los que se encuentran los servicios centrales y vestuarios, radiología y rehabilitación. El cuarto edificio, aloja la cafetería y la biblioteca del centro.
En el anexo 1 están el salón de actos, la dirección y la Escuela Universitaria de Enfermería, que depende de la Universidad de Vigo. El anexo 2 acoge las instalaciones de alta tecnología de Galaria (el antiguo MEDTEC) de cardiología y oncología, además del almacén general del hospital. En el anexo 3 están el área ambulatoria, consultas externas y pruebas ambulatorias. La nave industrial aloja las instalaciones de lavandería de todo el CHUVI y las salas de instalaciones industriales (climatización, generadores eléctricos...). La nave de servicios acoge los talleres de mantenimiento, almacén temporal de residuos y almacén de lavandería.